# 3969 Rossi
3969 Rossi (1978 TQ8) là một tiểu hành tinh vành đai chính được phát hiện ngày 9 tháng 10 năm 1978 bởi L. Zhuravleva ở Nauchnyj.